# Rasthène
La Rasthène est une rivière française du Massif central qui coule dans le département du Cantal. C'est un affluent de le Goul sous-affluent de la Truyère, donc un sous-affluent de la Garonne.

## Géographie
De 14,6 km de longueur, la Rasthène prend sa source dans le Cantal commune de Badailhac département du Cantal et se jette dans le Goul sur la commune de Vezels-Roussy.

## Départements et communes traversés
- Cantal : Badailhac, Labrousse, Carlat, Vezels-Roussy, Cros-de-Ronesque.

## Principaux affluents
- Ruisseau du Montat 1,7 km
- L'Embène 16,6 km
- Ruisseau de Roubairou 2,1 km